# تاپ کت
تاپ کت (انگلیسی: Top Cat) نام یک مجموعه پویانمایی تلویزیونی آمریکایی است که از سال ۱۹۶۱ تا ۱۹۶۲ میلادی، از شبکهٔ «ای‌بی‌سی» به روی آنتن رفت.
در ایران نیز، این مجموعه تلویزیونی در اواخر دههٔ پنجاه تا اوایل دههٔ شصت خورشیدی، با عنوانِ «گربهٔ استثنایی» و با دوبلهٔ فارسی، از تلویزیون پخش شد.